# Mazā Jugla
La petite Jugla (en letton : Mazā Jugla) est un cours d'eau en Lettonie.

## Présentation
La rivière s'écoule sur 119 kilomètres à travers les communes d'Ogre, Salaspils, Ikšķile et Stopiņi.
La source de la rivière est située dans la paroisse de Taurupe, municipalité d'Ogre, à 130 m d'altitude, tandis que l'embouchure est à 0,1 m d'altitude,,.
La Mazā Jugla conflue avec la Lielā Jugla formant ainsi la rivière Jugla peu avant son embouchure dans le lac Jugla, à la frontière orientale de la ville de Riga avec les municipalités de Garkalne et Stopiņi.
La rivière est sinueuse avec de nombreux rapides et déversoirs, avec des affleurements de dolomite et de grès sur ses rives, et est un site de tourisme nautique populaire.
La centrale hydroélectrique de Dobelnieki est située sur la rivière.
La bataille de Jugla de la Première Guerre mondiale entre les armées de l’empire allemand et l'empire russe a eu lieu sur les rives de la Mazā Jugla en 1917.

## Galerie

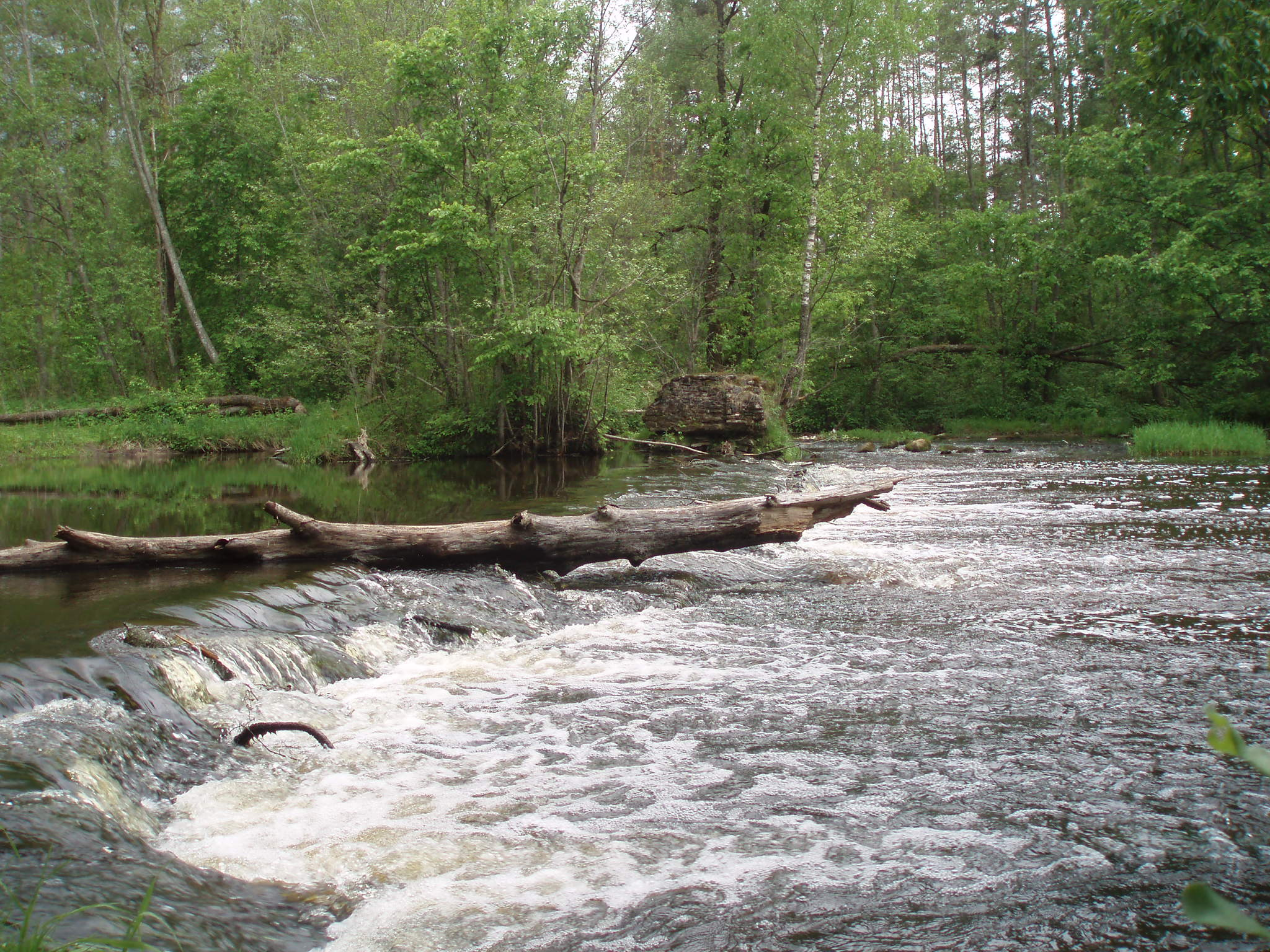
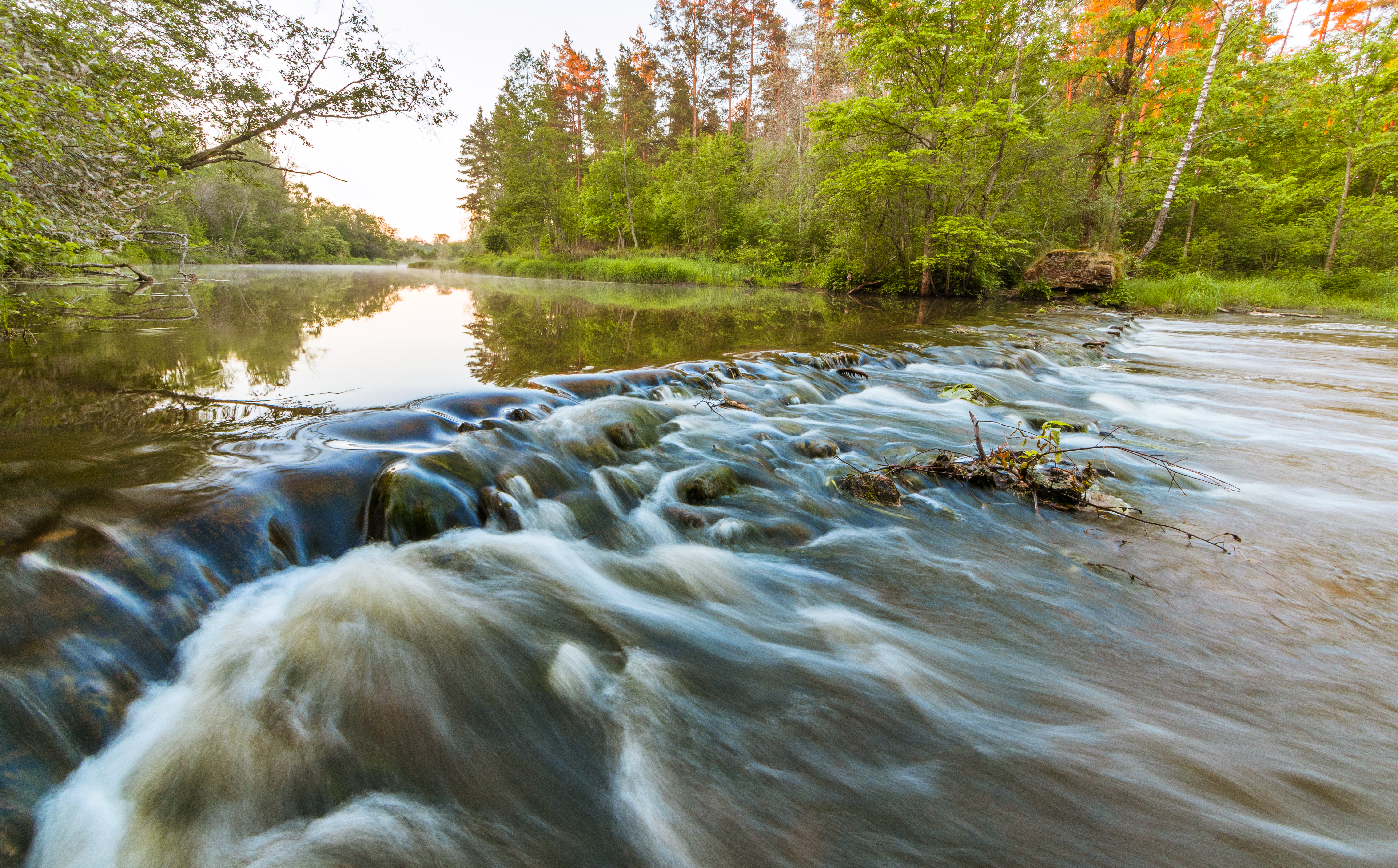
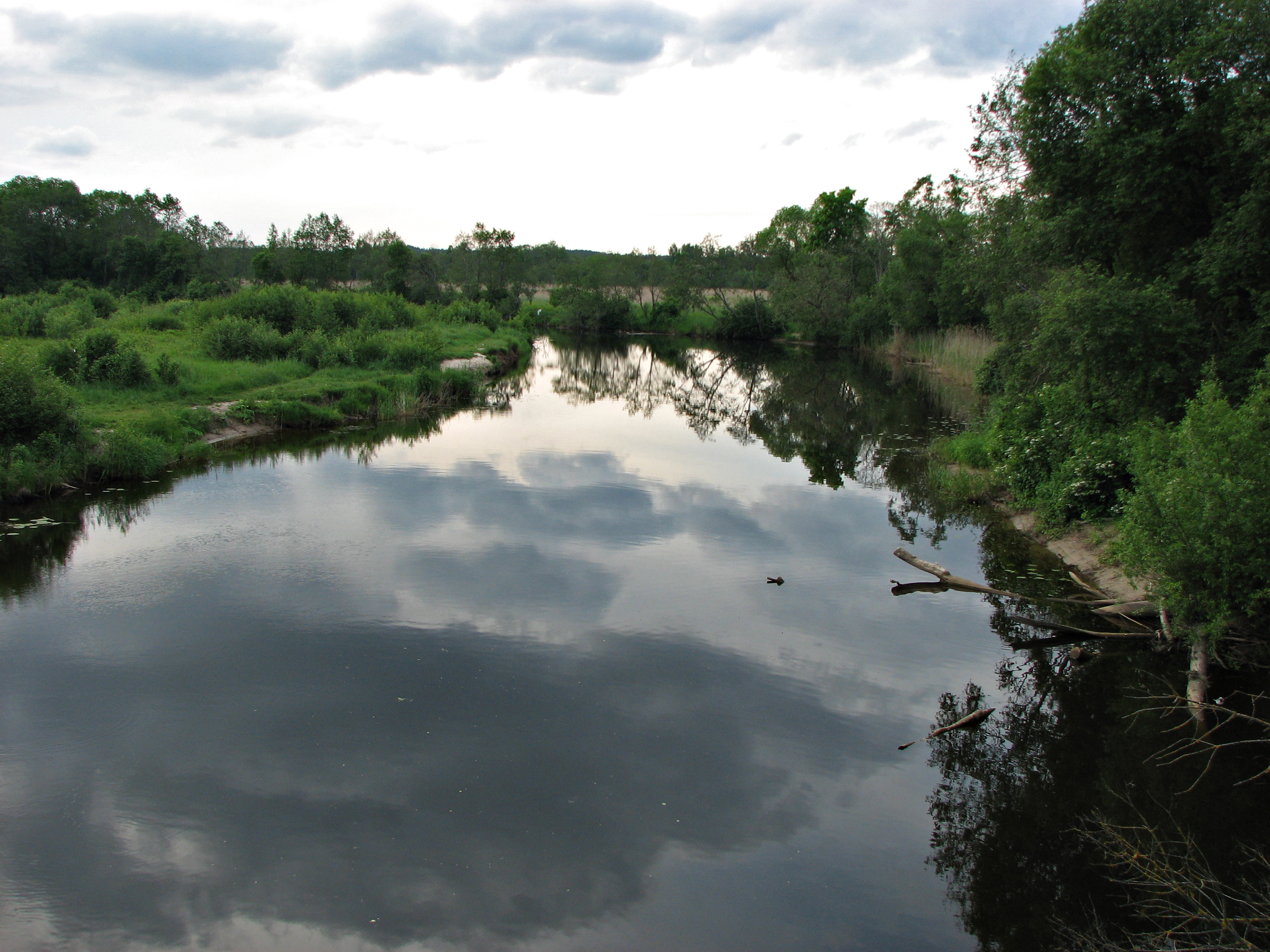